# Episodi di The Andy Griffith Show (sesta stagione)
La sesta stagione della serie televisiva The Andy Griffith Show è andata in onda negli Stati Uniti dal 13 settembre 1965 all'11 aprile 1966 sulla CBS.
| nº | Titolo originale          | Prima TV USA      |
| -- | ------------------------- | ----------------- |
| 1  | Opie's Job                | 13 settembre 1965 |
| 2  | Andy's Rival              | 20 settembre 1965 |
| 3  | Malcolm at the Crossroads | 27 settembre 1965 |
| 4  | Aunt Bee, the Swinger     | 4 ottobre 1965    |
| 5  | The Bazaar                | 11 ottobre 1965   |
| 6  | A Warning from Warren     | 18 ottobre 1965   |
| 7  | Off to Hollywood          | 25 ottobre 1965   |
| 8  | Taylors in Hollywood      | 1º novembre 1965  |
| 9  | The Hollywood Party       | 8 novembre 1965   |
| 10 | Aunt Bee on TV            | 15 novembre 1965  |
| 11 | The Cannon                | 22 novembre 1965  |
| 12 | A Man's Best Friend       | 29 novembre 1965  |
| 13 | Aunt Bee Takes a Job      | 6 dicembre 1965   |
| 14 | The Church Organ          | 13 dicembre 1965  |
| 15 | Girl-Shy                  | 20 dicembre 1965  |
| 16 | Otis the Artist           | 3 gennaio 1966    |
| 17 | The Return of Barney Fife | 10 gennaio 1966   |
| 18 | The Legend of Barney Fife | 17 gennaio 1966   |
| 19 | Lost and Found            | 24 gennaio 1966   |
| 20 | Wyatt Earp Rides Again    | 31 gennaio 1966   |
| 21 | Aunt Bee Learns to Drive  | 7 febbraio 1966   |
| 22 | Look Paw, I'm Dancing     | 14 febbraio 1966  |
| 23 | The Gypsies               | 21 febbraio 1966  |
| 24 | Eat Your Heart Out        | 28 febbraio 1966  |
| 25 | A Baby in the House       | 7 marzo 1966      |
| 26 | The County Clerk          | 14 marzo 1966     |
| 27 | The Foster Lady           | 21 marzo 1966     |
| 28 | Goober's Replacement      | 28 marzo 1966     |
| 29 | The Battle of Mayberry    | 4 aprile 1966     |
| 30 | A Singer in Town          | 11 aprile 1966    |

## Opie's Job
- Prima televisiva: 13 settembre 1965
- Diretto da: Lawrence Dobkin
- Scritto da: Ben Joelson, Art Baer

### Trama
- Guest star: John Bangert (Billy Crenshaw), Ronda Jeter (Karen Porter), George Lindsey (Goober Pyle), Howard McNear (Floyd Lawson), Norris Goff (Mr. Doakes)

## Andy's Rival
- Prima televisiva: 20 settembre 1965
- Diretto da: Peter Baldwin
- Scritto da: Laurence Marks

### Trama
- Guest star: Charles Aidman (Frank Smith), Aneta Corsaut (Helen Crump), George Lindsey (Goober Pyle)

## Malcolm at the Crossroads
- Prima televisiva: 27 settembre 1965
- Diretto da: Gary Nelson
- Scritto da: Harvey Bullock

### Trama
- Guest star: Howard McNear (Floyd Lawson), Dennis Bradshaw (Johnny), Bernard Fox (Malcolm Merriweather), George Lindsey (Goober Pyle), Kenneth Butts (Arnie), Howard Morris (Ernest T. Bass)

## Aunt Bee, the Swinger
- Prima televisiva: 4 ottobre 1965
- Diretto da: Lawrence Dobkin
- Scritto da: Jack Elinson

### Trama
- Guest star: Charlie Ruggles (John Canfield), Howard McNear (Floyd Lawson), Aneta Corsaut (Helen Crump)

## The Bazaar
- Prima televisiva: 11 ottobre 1965
- Diretto da: Sheldon Leonard
- Scritto da: Ben Joelson, Art Baer

### Trama
- Guest star: Amzie Strickland (Myra Tucker), Pamelyn Ferdin (Corlis), Hope Summers (Clara Edwards), Jack Burns (Warren Ferguson), Joe Di Reda (Harlan), Mary Lansing (Dorothy), Sam Edwards (Fred), Claudia Bryar (Ruth), Janet Stewart (Martha), George Lindsey (Goober Pyle)

## A Warning from Warren
- Prima televisiva: 18 ottobre 1965
- Diretto da: Alan Rafkin
- Scritto da: Fred Freeman, Lawrence J. Cohen

### Trama
- Guest star: Aneta Corsaut (Helen Crump), Howard McNear (Floyd Lawson), George Lindsey (Goober Pyle), Jack Burns (Warren Ferguson), Charles Smith (Counter Man)

## Off to Hollywood
- Prima televisiva: 25 ottobre 1965
- Diretto da: Alan Rafkin
- Scritto da: Bill Idelson, Sam Bobrick

### Trama
- Guest star: Jack Burns (Warren Ferguson), Maudie Prickett (Edna Larch), Howard McNear (Floyd Lawson), Aneta Corsaut (Helen Crump), Owen Bush (Mr. Jason), George Lindsey (Goober Pyle)

## Taylors in Hollywood
- Prima televisiva: 1º novembre 1965
- Diretto da: Alan Rafkin
- Scritto da: Bill Idelson, Sam Bobrick

### Trama
- Guest star: Hayden Rorke (A.J. Considine), Ross Elliott (Al Saunders), Yvonne Lime (hostess), Robert Nichols (Relief Bus Driver), Herb Vigran (portinaio), Eddie Quillan (Bell Hop), Jim Begg (George), June Vincent (Attrice che interpreta zia Bee), Gavin MacLeod (Bryan Bender)

## The Hollywood Party
- Prima televisiva: 8 novembre 1965
- Diretto da: Alan Rafkin
- Scritto da: Fred Freeman, Lawrence J. Cohen

### Trama
- Guest star: Sid Melton (Pat Michaels), Aneta Corsaut (Helen Crump), Ruta Lee (Darlene Mason)

## Aunt Bee on TV
- Prima televisiva: 15 novembre 1965
- Diretto da: Alan Rafkin
- Scritto da: Fred Freeman, Lawrence J. Cohen

### Trama
- Guest star: Howard McNear (Floyd Lawson), Aneta Corsaut (Helen Crump), Amzie Strickland (Myra Tucker), Hope Summers (Clara Edwards), Janet Stewart (Beth the Hairdresser), Jack Smith (se stesso), William Christopher (Mr. Heathcote), George Lindsey (Goober Pyle)

## The Cannon
- Prima televisiva: 22 novembre 1965
- Diretto da: Alan Rafkin
- Scritto da: Jack Elinson

### Trama
- Guest star: Vaughn Taylor (Frank Chase), Jack Burns (Warren Ferguson), Howard McNear (Floyd Lawson), George Lindsey (Goober Pyle), J. Edward McKinley (Gov. George C. Handley), Robert Karnes (Jack), Byron Foulger (Harry Bosworth), Sally Mansfield (Stella), Douglas McCairn (conducente), Justin Smith (John)

## A Man's Best Friend
- Prima televisiva: 29 novembre 1965
- Diretto da: Alan Rafkin
- Scritto da: Ben Joelson, Art Baer

### Trama
- Guest star: George Lindsey (Goober Pyle), Michel Petit (Tommy), Howard McNear (Floyd Lawson)

## Aunt Bee Takes a Job
- Prima televisiva: 6 dicembre 1965
- Diretto da: Alan Rafkin
- Scritto da: Sam Bobrick, Bill Idelson

### Trama
- Guest star: Jason Johnson (Mr. Weaver), Herbie Faye (Mr. Clark), Jack Burns (Warren Ferguson), Maggie Magennis (Violet Rose Schumacher), Don Gazzaniga (Jones), Milton Frome (Ralph Kingsley), James Millhollin (Arnold Finch)

## The Church Organ
- Prima televisiva: 13 dicembre 1965
- Diretto da: Lee Philips
- Scritto da: Paul Wayne

### Trama
- Guest star: Aneta Corsaut (Helen Crump), Hope Summers (Clara Edwards), Howard McNear (Floyd Lawson), Jack Burns (Warren Ferguson), Pitt Herbert (Rudy), Robert Williams (Sam), Bert Remsen (Jim Slater), William Keene (reverendo Tucker), Woody Chambliss (Harlan Robinson)

## Girl-Shy
- Prima televisiva: 20 dicembre 1965
- Diretto da: Lee Philips
- Scritto da: Sam Bobrick, Bill Idelson

### Trama
- Guest star: Jack Burns (Warren Ferguson), Aneta Corsaut (Helen Crump), George Lindsey (Goober Pyle)

## Otis the Artist
- Prima televisiva: 3 gennaio 1966
- Diretto da: Alan Rafkin
- Scritto da: Fred Freeman, Lawrence J. Cohen

### Trama
- Guest star: Jack Burns (Warren Ferguson), Hal Smith (Otis Campbell), George Lindsey (Goober Pyle)

## The Return of Barney Fife
- Prima televisiva: 10 gennaio 1966
- Diretto da: Alan Rafkin
- Scritto da: Bill Idelson, Sam Bobrick

### Trama
- Guest star: Virginia Sale (donna), Ted Jordan (Gerald Whitfield), Betty Lynn (Thelma Lou), Alberta Nelson (Nettie Albright), Burt Mustin (vecchio Crowley), Barbara Perry (Floss), Edna Holland (donna), Aneta Corsaut (Helen Crump)

## The Legend of Barney Fife
- Prima televisiva: 17 gennaio 1966
- Diretto da: Alan Rafkin
- Scritto da: Harvey Bullock

### Trama
- Guest star: Frank Cady (Farley Upchurch), Ted White (Avery Noonan), Jack Burns (Warren Ferguson), Howard McNear (Floyd Lawson), Harry Holcombe (Warden Hix), George Lindsey (Goober Pyle)

## Lost and Found
- Prima televisiva: 24 gennaio 1966
- Diretto da: Alan Rafkin
- Scritto da: Paul David, John L. Greene

### Trama
- Guest star: Jack Burns (Warren Ferguson), Arthur Malet (Vagrant), Jack Dodson (Ed Jenkins), George Lindsey (Goober Pyle), Hope Summers (Clara Edwards)

## Wyatt Earp Rides Again
- Prima televisiva: 31 gennaio 1966
- Diretto da: Alan Rafkin
- Scritto da: Jack Elinson

### Trama
- Guest star: Jack Burns (Warren Ferguson), George Lindsey (Goober Pyle), Pat Hingle (Fred Gibson), Howard McNear (Floyd Lawson), Richard Jury (Clarence Earp Dempsey), Keith Thibodeaux (Johnny Paul Jason)

## Aunt Bee Learns to Drive
- Prima televisiva: 7 febbraio 1966
- Diretto da: Lee Philips
- Scritto da: Jack Elinson

### Trama
- Guest star: Howard McNear (Floyd Lawson), Aneta Corsaut (Helen Crump), Raymond Kark (Lowell, the Tree Trimmer), George Lindsey (Goober Pyle)

## Look Paw, I'm Dancing
- Prima televisiva: 14 febbraio 1966
- Diretto da: Lee Philips
- Scritto da: Ben Starr

### Trama
- Guest star: Aneta Corsaut (Helen Crump), George Lindsey (Goober Pyle), Howard McNear (Floyd Lawson), Ronda Jeter (Sharon Porter), Keith Thibodeaux (Johnny Paul Jason)

## The Gypsies
- Prima televisiva: 21 febbraio 1966
- Diretto da: Alan Rafkin
- Scritto da: Roland MacLane

### Trama
- Guest star: Aneta Corsaut (Helen Crump), George Lindsey (Goober Pyle), Argentina Brunetti (La Farona, the Gypsy Queen), Hope Summers (Clara Edwards), Jason Johnson (Mr. Bluett), Jamie Farr (Sylvio/Grecos), Francesca Bellini (Sabella), Vito Scotti (Mr. Murillos)

## Eat Your Heart Out
- Prima televisiva: 28 febbraio 1966
- Diretto da: Alan Rafkin
- Scritto da: Ben Joelson, Art Baer

### Trama
- Guest star: Alberta Nelson (Flora Malherbe), Aneta Corsaut (Helen Crump), George Lindsey (Goober Pyle), Howard McNear (Floyd Lawson)

## A Baby in the House
- Prima televisiva: 7 marzo 1966
- Diretto da: Alan Rafkin
- Scritto da: Bill Idelson, Sam Bobrick

### Trama
- Guest star: Jim Connell (Darryl), Candace Howard (Martha), George Lindsey (Goober Pyle), Aneta Corsaut (Helen Crump), Alvy Moore (rappresentante attrezzi da cucina), Ronnie Dapo (Pete)

## The County Clerk
- Prima televisiva: 14 marzo 1966
- Diretto da: Alan Rafkin
- Scritto da: Bill Idelson, Sam Bobrick

### Trama
- Guest star: Colleen O'Sullivan (Young Girl), Nina Shipman (Irene Fairchild), Mabel Albertson (Mrs. Sprague), Jack Dodson (Howard Sprague), Jim Begg (giovanotto), Aneta Corsaut (Helen Crump)

## The Foster Lady
- Prima televisiva: 21 marzo 1966
- Diretto da: Alan Rafkin
- Scritto da: Jack Elinson, Irving Elinson

### Trama
- Guest star: Robert Emhardt (Willard Foster), Howard McNear (Floyd Lawson), Eva Kryger (Eva), Sidney Hickox (Sid, the Cameraman), Marc London (Marc Saunders), Ronnie Schell (Jim Martin, the Director), George Lindsey (Goober Pyle), Burt Taylor (Burt)

## Goober's Replacement
- Prima televisiva: 28 marzo 1966
- Diretto da: Alan Rafkin
- Scritto da: Howard Merrill, Stan Dreben

### Trama
- Guest star: Charles Smith (Counter Man), David Azar (uomo), Howard McNear (Floyd Lawson), Alberta Nelson (Flora Malherbe), Cliff Norton (Wally), Burt Mustin (Old Geezer), Maudie Prickett (Edna Larch), Jason Johnson (Mr. Weaver), George Lindsey (Goober Pyle)

## The Battle of Mayberry
- Prima televisiva: 4 aprile 1966
- Diretto da: Alan Rafkin
- Scritto da: Paul David, John L. Greene

### Trama
- Guest star: Howard McNear (Floyd Lawson), Aneta Corsaut (Helen Crump), Clinton Sundberg (Farley Upchurch), George Lindsey (Goober Pyle), Norman Alden (Tom Strongbow), Arthur Malet (Purvis), Hope Summers (Clara Edwards)

## A Singer in Town
- Prima televisiva: 11 aprile 1966
- Diretto da: Alan Rafkin
- Scritto da: Stan Dreben, Howard Merrill

### Trama
- Guest star: Jesse Pearson (Keevy Hazelton), Joel Redlin (Ferdie), Howard McNear (Floyd Lawson), Hope Summers (Clara Edwards), Byron Foulger (impiegato), Edgar Hess (direttore artistico), Tom D'Andrea (Bill Stone), George Lindsey (Goober Pyle)